# امبالاپارا-۱
امبالاپارا-۱ (به انگلیسی: Ambalapara-I) یک منطقهٔ مسکونی در هند است که در کرالا واقع شده‌است.

## خصوصیات
امبالاپارا-۱ ۱۲٬۴۱۸ نفر جمعیت دارد.